# Berliet CBA
De Berliet CBA was ontwikkeld als een vrachtwagen voor civiel gebruik. Door het uitbreken van de Eerste Wereldoorlog plaatste het Franse leger grote orders en werden er in totaal 40.000 exemplaren van gemaakt tussen 1914 en 1932.

## Geschiedenis
Berliet was in 1913 al een grote fabrikant van voertuigen. In dat jaar werden 4000 auto's en vrachtwagens gemaakt en er werkten 3150 mensen. Berliet begon met de ontwikkeling van een zware vrachtwagen met een laadvermogen van 3,5 ton. Ingenieur Léon Monier zou een bijdrage aan het ontwerp van de CBA hebben geleverd. Het resultaat was een vrachtwagen die eenvoudig te onderhouden was, robuust en zuinig in gebruik.
Het Franse leger nam kennis van de vrachtwagen en het kwam goed uit een vergelijking met vrachtwagens van concurrenten. Na het uitbreken van de Eerste Wereldoorlog was er een grote vraag naar transportcapaciteit door het leger. In oktober 1914 plaatste het Franse leger een bestelling van 100 vrachtwagens per maand. Meer orders volgden en in 1918 rolden er al 1000 CBA's per maand uit de fabrieken. Uiteindelijk zijn er 15.000 afgeleverd en de vrachtwagens speelden een essentiële rol bij de bevoorrading van het Franse leger in de strijd om Verdun.
Pas na de oorlog kwam er in de fabrieken capaciteit vrij om de vrachtwagen ook aan civiele gebruikers te leveren. De Berliet CBA bleef in productie tot 1934 en in totaal zijn er 40.000 exemplaren gemaakt voor het leger en civiele klanten.

## Beschrijving
De Berliet CBA had een standaard opbouw met de motor voorin, gevolgd door de bestuurderscabine en een laadruimte. Het laadvermogen was aanvankelijk vastgesteld op zo’n 3,5 ton, maar dit werd later verhoogd tot 5 ton. De bestuurderscabine was open en had alleen een canvas dak wat redelijk standaard was voor die tijd.
De viercilinder Berliet motor type Z had een cilinderinhoud van 5,3 liter. Het motorvermogen was zo'n 22 pk. De versnellingsbak telde vier versnellingen vooruit en een achteruit. De achterwielen werden aangedreven voor zware kettingen en alleen de achterwielen waren voorzien van remmen. Er was verder een rem op het differentieel gemonteerd. Deze werd met de voet bediend door de bestuurder en was voor relatief bescheiden afremmingen. De rem op de achterwielen was steviger en werd handmatig in werking gezet met een hendel naast de bestuurder.

## Trivia
Het Nederlandse leger heeft het voertuig ook gebruikt voor het transport van zoeklichten. Op de auto was ook een dynamo gemonteerd om het licht van stroom te voorzien.